# Торстейнн Паульссон
Торстейнн Паульссон (ісл. Þorsteinn Pálsson; нар. 29 жовтня 1947) — ісландський політик, прем'єр-міністр країни у 1987—1988 роках. Обіймав посади міністра фінансів (1985-1987), міністра рибальства, юстиції та релігії (1991-1999), а також посла Ісландії у Великій Британії та Данії.